# PAK1
PAK1 ist ein Enzym, das vom Gen PAK1 kodiert wird und zu den Serin/Threonin-Proteinkinasen gehört. Diese Enzym-Familie der Serin/Threonin-Kinasen sind wichtig in der Signaltransduktion und für verschiedene Teile der Zellregulation. PAK1 gehört auch zur Familie der p21-aktivierten Kinasen, die allgemein in zwei Unterfamilien eingeteilt wird – in die Gruppen 1 und 2, wobei die Einteilung auf der Struktur der verschiedenen Domänen und der Regulation basiert. Zur ersten Gruppe zählen PAK1, PAK2 und PAK3, die alle an die GTP-verbundene Rho-GTPasen CDC42 und RAC1 binden. Die zweite Gruppe hingegen, PAK4, PAK5 und PAK6, sind von den Rho-GTPasen unabhängig.

## Funktion
Die Funktionen des Enzyms sind vielfältig. Es ist beteiligt an interzellulären Signaltransportprozessen von Integrinen und Rezeptorkinasen, die eine wichtige Rolle für das Zytoskelett spielen, weiterhin an der Zellmigration, Zelladhäsion, Proliferation, Apoptose, Mitose, der Gentranskription, der Steuerung des Zellzyklus und an Vesikel-Transportprozessen.
Die p21-aktivierte Kinase 1 phosphoryliert und aktiviert MAP2K1 und nimmt dabei Einfluss auf die Aktivität weiterer MAP-Kinasen, phosphoryliert TBCB und ist damit in die Regulation der Bildung von Mikrotubuli und deren Organisation involviert und phosphoryliert MYL9/MLC2 und RAF1 an den Aminosäuren Ser338 und Ser339, was die Aktivierung von RAF1 nach sich zieht mit nachfolgender Wanderung von RAF1 zu den Mitochondrien, Phosphorylierung von BAD durch RAF1 und Bindung von RAF1 an BCL2. Außerdem hat sie Anteil an der Reorganisation des Aktin-Zytoskeletts, der Aktinfasern, bei der fokalen Adhäsion und bei der Ausschüttung von Insulin.
PAK1 wird durch die Apoptose gehemmt, wahrscheinlich wegen Bindung an CDCL1 und CDCL2.

### Interaktion mit anderen Proteinen
Die p21-aktivierte Kinase 1 interagiert mit ARHGEF2, CDC42, CDK11B, CRIPAK, GIT1, LIMK1, NCK2, RAC1 und RHOU.

## Tiermodell
Wird PAK1 oder PAK3 inaktiviert, so hat das bei Mäusen nur moderate Folgen. Erst die gleichzeitige Hemmung von PAK1 und PAK3 führt zwar zu gesund geborenen Mäusen, aber zu schweren Defekten in der weiteren Gehirnentwicklung, was an vermindertem neuronalen Zellvolumen, an verminderter Anzahl an Axonen und Dendriten und verringerter Synapsendichte liegt. In ihrem Verhalten zeigten sie die Mäuse daraufhin hyperaktiv und ängstlich und wiesen Lerndefizite auf; die elektrophysiologische Aktivität im Hippocampus war abnormal und die Aktivität von Cofilin an den Synapsen war erhöht.